# Гуцульщина
Гуцу́льщина (укр. Гуцульщина, рум. Huțulșcina) — историко-этнографическая земля гуцулов, расположенная на юго-востоке Украинских Карпат (территория преимущественно горных районов Ивано-Франковской, Черновицкой областей и Раховский район Закарпатской области, Украина).

## Границы
Южные и северные границы Гуцульщины образуют первые высокие хребты и резко суженные долины рек. Южная граница проходит водораздельными хребтами Горганов, Черногоры и северными склонами Чивчинских (Чивчин-Гринявских) гор. Северная граница земли проходит линией Зелёная — Делятин — Яблонов — Пистынь — Косов — Куты — Вижница, иногда границы Гуцульщины распространяют до Коломыи и Надворной. На востоке — линия Вижница — Берегомет — Мигово — Банилов-Подгорный. На западе — вся долина Прута до Делятина. Ряд гуцульских сёл (Поляны и его окраины) расположен на румынской части Мармарощины.

## Дислокация
Гуцульщина до 1770 г. была поделена между Османской империей, Польшей и Венгрией, затем пребывала в составе Австро-Венгрии, а в 1920—1939 гг. была поделена между Румынией, Польшей и Чехословакией. Невзирая на чужеродное административное управление, гуцулы веками хранили древние порядки, быт, шерстяное пастбищное право, полонинное животноводство, общегуцульскую материальную и духовную культуру, свой особый диалект.

## История
Сейчас вся Гуцульщина, за исключением 8 сёл в румынской части Буковины и нескольких сёл на Мармарощине, расположена на территории Украины. Первые исторические сведения о Гуцульщине появились в польских источниках XIV—XV вв. На гуцульских землях долго не было феодальных повинностей (панщины), вместо неё практиковалась оплата деньгами и натурой для откупа от соседних владельцев. В середине XVII—XVIII вв. по всей Гуцульщине действовали отряды опришков во главе с Олексой Довбушем. Против повинностей были направлены восстания 1840-х гг., которые возглавил Лукьян Кобылица. В XX веке наиболее значимыми проявлениями национально-общественной активности гуцулов были деятельность Украинской радикальной партии, «Сечи» К. Трилёвского; любительский гуцульский театр (1911 г., организатор — Гнат Хоткевич, режиссёры — О. Ремез и Лесь Курбас); боевые действия Украинских сечевых стрельцов 1914—1915 гг. и Гуцульская Республика 1919 года.

## Гуцульщина в кинематографе
- Тени забытых предков (фильм)
- Каменная душа (фильм)
- Белая птица с чёрной отметиной
- Аннычка